# Georges Desmouceaux
Georges Desmouceaux est un scénariste français.

## Biographie
Fils du réalisateur et scénariste Claude de Givray et de la secrétaire de production Lucette Desmouceaux, Georges Desmouceaux a été un temps acteur durant son enfance, jouant l'un des rôles principaux de L'Argent de poche de François Truffaut. Travaillant comme scénariste pour la télévision, il est notamment l'un des scénaristes et créateurs de la série Plus belle la vie.

## Filmographie

### Cinéma
- 1976 : L'Argent de poche (cinéma) - acteur (rôle : Patrick)

### Télévision
- 1977 : La Grimpe de Roland-Bernard (téléfilm) - acteur[1]
- 1995 : Pour une vie ou deux (téléfilm) - scénario
- 1995 : Un homme de cœur (téléfilm) - scénario
- 1998 : Pour l'amour des autres (téléfilm) - scénario
- 1999 : Tramontane (mini-série) - scénario
- 2001 : Méditerranée (mini-série) - scénario, adaptation et dialogues
- 2006 : Laura (mini-série) - scénario
- 2004-2012 : Plus belle la vie (série télévisée) - cocréateur, scénario, adaptation et développement des personnages
- Depuis 2021 : Plus belle la vie (série télévisée) - scénario & adaptation